# Tejpura
Tejpura fou un estat tributari protegit de l'agència de Mahi Kantha a la presidència de Bombai. Estava format per 3 pobles, amb 1.034 habitants el 1901. Els seus ingressos s'estimaven en 3.500 rupies el 1900, pagant un tribut de 308 rúpies al Gaikwar de Baroda. El thakur de Tejpura era també sobirà de Muljinapura.